# Rocket Arena (jeu vidéo)
Ne doit pas être confondu avec Rocket Arena, un mod de Quake.
 (décembre 2023).
Si vous disposez d'ouvrages ou d'articles de référence ou si vous connaissez des sites web de qualité traitant du thème abordé ici, merci de compléter l'article en donnant les références utiles à sa vérifiabilité et en les liant à la section « Notes et références ».
Rocket Arena est un jeu vidéo multijoueur développé par Final Strike Games et édité par Electronic Arts, sorti le 14 juillet 2020 sur Steam et sur Origin pour PC, ainsi que PlayStation 4 et Xbox One via le EA Access.
Le jeu inclut différents modes de jeu se jouant tous en jeu de tir à la troisième personne, Rocket Arena a été en beta fermée durant un mois puis mis en pause pour des raisons budgétaires, selon Nexon. Le projet est ensuite repris par Electronic Arts, annonçant dès lors que le jeu deviendra un « EA Originals » (un label d'Electronic Arts).
Les parties se jouent en trois contre trois et la principale mécanique est d'expulser ses adversaires en dehors de l'arène de jeu avec un lance-roquettes.
À partir de novembre 2023, le jeu est retiré brusquement des plates-formes Steam et Origin.
Le 13 décembre 2023, Electronic Arts et Final Strike Games annoncent la fermeture des serveurs de Rocket Arena pour le 21 mars 2024.

## Système de jeu

### Saisons
La saison 1 commence dès le 28 juillet 2020 et apporte avec elle un battle pass (passe de combat) permettant de débloquer des récompenses cosmétiques. Comme pour toutes les futures saisons, un nouveau personnage arrivera en jeu. Les scores et rang de classement ainsi que les combinaisons de cartes (maps) et de modes sont réinitialisés à chaque fin de saison.

### Modes de jeu
Rocket Arena propose de jouer en « partie Sociale » (équivalente à une « partie classique » ou « partie rapide » dans d'autres jeux) ou de jouer en « Classé ». Dans les parties classées ne sont disponibles que les modes: K.-O, Balle-roquette et Méga-roquette et influencent un score qui permet de monter de rang jusqu'à un maximum de 50.

#### K.-O
Le K.-O. est un mode compétitif dans lequel le joueur utiliser ses roquettes, aptitudes et objets pour souffler les adversaires hors de l’arène. Les équipes marquent des K.-O. en forçant les adversaires à sortir de la zone de jeu. L’équipe qui atteint la première l’objectif de score remporte le match.

#### Balle-roquette
Deux équipes s’affrontent pour prendre la balle-roquette et marquer dans l’en-but adverse. Le joueur peut marquer en portant, lançant ou propulsant la balle-roquette dans l’en-but adverse. L’équipe qui a le plus de points après la fin du chronomètre, ou celle qui atteint en première le maximum de points, remporte la victoire.

#### Méga-roquette
En Méga-roquette, une énorme roquette explose dans l’arène, soufflant au loin tous les joueurs. Une fois la détonation passée, une zone de capture apparaît. Le but du mode Méga-roquette est de capturer et de défendre la zone. L’équipe qui capture le plus de roquettes avant la fin temps imparti, ou celle qui atteint en première le maximum de points, remporte la victoire.

#### Chasse au trésor
En mode Chasse au trésor, le joueur inscrit des points de deux manières. D'une part, il peut récupérer un coffre et le conserver. Il s'octoire aussi des points bonus s'il obtient la dernière pièce de chaque coffre qui apparaît. D'autre part, le joueur peut récolter des pièces pendant une manche où des dizaines de pièces apparaissent sur la carte.

#### Attaque des bots-roquettes
Il s'agit d'un mode spécial où les joueurs s'unissent contre des robots (I.A.) dans un contexte se rapprochant du mode de jeu K.-O.